# Bareta (stolica tytularna)
Bareta (łac. Diœcesis Baretensis) – stolica historycznej diecezji w Cesarstwie Rzymskim (prowincja Azja), współcześnie w Turcji. Pierwszym wzmiankowanym biskupem był Jan (V w.). Od 1933 katolickie biskupstwo tytularne, wakujące od 2013.

## Biskupi tytularni
| Lp. | Biskup                  | Od               | Do               |
| --- | ----------------------- | ---------------- | ---------------- |
| 1   | Hugh John O’Neill       | 12 stycznia 1943 | 27 grudnia 1955  |
| 2   | Jules Benjamin Jeanmard | 13 marca 1956    | 23 lutego 1957   |
| 3   | Hernán Frías Hurtado    | 23 maja 1957     | 10 grudnia 1970  |
| 4   | Jesús Pla Gandía        | 25 marca 1971    | 16 kwietnia 1981 |
| 5   | Julian Gbur SVD         | 30 marca 1994    | 21 lipca 2000    |
| 6   | Hlib Łonczyna MSU       | 11 czerwca 2002  | 18 stycznia 2013 |